# Карт, Борис Григорьевич
Борис Григорьевич Карт (1908 — ?) — советский инженер-строитель, лауреат Государственной премии СССР 1970 года.
Родился в 1908 году в Херсоне. Член КПСС с 1940 года.
В 1933 году окончил Одесский строительный институт.
С апреля 1940 по январь 1943 года управляющий строительным трестом № 25 (Сталинград). Начальник строительства сектора № 1 оборонительных сооружений 1-3 (рубеж «0»), начальник строительства сектора № 2 оборонительного рубежа «С». Освобождён от должности в связи с эвакуацией.
Работал на руководящих постах в различных строительных организациях. В 1957—1963 годах в Управлении строительства Горьковского совнархоза.
С 1963 года главный инженер, первый заместитель начальника «Главволговятскстроя» (Главное управление по строительству в Волго-Вятском экономическом районе министерства строительства РСФСР, г. Горький). С 1970 года — управляющий трестом «Главволговятскстроя».
Лауреат Государственной премии СССР 1970 года (в составе коллектива) — за разработку и внедрение механизированного (поточного) способа производства стеклопрофилита и массовое применение его в строительстве.
Награждён орденом «Знак Почёта» (18.01.1942).
Сочинения:
- Карт, Б. Г. Индустриальные методы и механизация работ на народных стройках. (Доклад на секции «Формы организации строительства и методы производства строит. работ» Конференции по массовому строительству жилых домов методом нар. Стройки) Горький, 1957. 11 с. 20 см